# М19 (мина)
М19 (Anti-tank mine M19)  — противотанковая противогусеничная мина нажимного действия.
Мина представляет собой плоскую квадратную металлическую коробку, внутри помещается заряд взрывчатки, а сверху устанавливается взрыватель. На боковой стенке корпуса имеются гнезда для установки взрывателя неизвлекаемости, закрытый пробкой. Взрыв происходит при наезжании гусеницей танка или колесом автомобиля на верхнюю крышку мины.
Разработана в США. Мина была принята на вооружение в середине пятидесятых годах прошлого века, с вооружения армии США не снята и по настоящее время (2009). Выпускается по лицензии в таких странах как Чили, Южная Корея и Турция. А нелицензионная копия изготавливается в Иране. Она применялась в Афганистане, Анголе, Чаде, Чили, на Кипре, в Иране, Ираке, Иордании, Корее, Ливане, Западной Сахаре и Замбии.